# Brian Kenny
Brian Kenny (Heidelberg, 1982) és un artista multidisciplinari estatunidenc.

## Biografia
Brian Kenny va néixer a la base militar estatunidenca a Heidelberg (Alemanya) el 1982 i va viatjar extensament amb els seus pares militars durant l'adolescència. Es va graduar per l'Oberlin College (Ohio). Kenny ha estat col·laborador durant anys de l'artista Slava Mogutin, amb qui va dur a terme el projecte SUPERM el 2004. Kenny ha exposat en galeries, museus i espais alternatius d'arreu del món. Va crear obres per Yacine Aouadi, Walter Van Beirendonck, Petrou\Man, Max Kibardin, Bruno Magli, Matthias Vriens-McGrath i Please Do Not Enter. Un dels temes principals en l'obra de Kenny és l'exploració de la seva pròpia sexualitat, comprovant els límits entre gèneres. El 2014 Kenny va col·laborar amb la fundació Visual AIDS per augmentar la consciència de la sida.

## Exposicions
La primera exposició individual de Brian Kenny va tenir lloc el 2008 a Nova York. Kenny va exposar el 2013 al Museu d'Art Contemporani d'Indianapolis com a part de SUPERM. El 2011 va exposar a la galeria La Petit Mort d'Ottawa amb Slava Mogutin. Ha participat en exposicions col·lectives del Museu d'Art Gai i Lèsbic Leslie-Lohman, del Museu Station d'Art Contemporani, del Museu d'Art de Haifa i del Museu Gai de Berlín.

## Vida personal
Brian Kenny és obertament gai. La seva parella és el seu antic col·laborador artístic Slava Mogutin.